# فيكتور كوفالينكو
فيكتور كوفالينكو (بالأوكرانية: Коваленко Віктор Вікторович)‏ (مواليد 14 فبراير 1996) هو لاعب كرة قدم. يلعب مع منتخب أوكرانيا لكرة القدم. سبق له أن لعب في بطولة أمم أوروبا لكرة القدم 2016 مع منتخب بلاده.

## روابط خارجية
- فيكتور كوفالينكو على موقع الاتحاد الدولي (مؤرشف)  (الإنجليزية)
- فيكتور كوفالينكو على موقع الاتحاد الأوربي (الإنجليزية)
- فيكتور كوفالينكو على موقع اتحاد أوكرانيا (الإنجليزية)
- فيكتور كوفالينكو على موقع قاعدة بيانات كرة القدم.إي يو (الإنجليزية)
- فيكتور كوفالينكو على موقع ناشيونال فوتبول تيمز (الإنجليزية)
- فيكتور كوفالينكو على موقع Soccerway.com (الإنجليزية)
- فيكتور كوفالينكو على موقع عالم كرة القدم.نت (الإنجليزية)
- فيكتور كوفالينكو على موقع AS.com (الإسبانية)